# ENK City Center
Das ENK City Center ist ein im Bau befindlicher Wolkenkratzer in der kosovarischen Hauptstadt Pristina, der seit 2008 im Viertel Lakërishte entsteht. Das 165 Meter hohe Gebäude wird bei seiner Fertigstellung das höchste Gebäude in Pristina und im Kosovo sein, sowie eines der höchsten Südosteuropas. Die lokale Bevölkerung nennt es auch 42-katëshja (deutsch die 42-stöckige).

## Name und Eigentümer
Benannt ist das Gebäude nach dessen Eigentümer ENK Invest Group, einer Aktiengesellschaft mit Sitz in Pristina. Mit dem Namen E.N.K. INVEST als eine Gesellschaft mit beschränkter Haftung im Jahre 2006 gegründet, suchte das Unternehmen seinen Erfolg zuerst an der Mitbeteiligung an Staatsanleihen und an den Privatisierungsprozessen, die im Land auf höchster Geschwindigkeit stattfinden. 2008 benannte sich das Unternehmen in ENK Invest Group um und wurde in eine Aktiengesellschaft umfunktioniert. Das Bauunternehmen fand schnell seinen Platz in der kosovarischen Wirtschaft und begann 2008 mit dem Spatenstich für sein erstes Großprojekt, welches zugleich Hauptsitz der Firma werden soll.

## Lage
Der Bauplatz des ENK City Center befindet sich südwestlich des Stadtzentrums von Pristina, im neuen Geschäftsviertel Lakërishte. Nur ein paar Gehminuten entfernt befinden sich wichtige politische Institutionen wie das Parlament der Republik Kosovo, kulturelle Einrichtungen wie die Universität Pristina mit der Nationalbibliothek, das Nationaltheater, der Jugendpalast (albanisch Pallati i Rinisë) und Hauptsitze der größten Unternehmen des Landes wie die PTK, das staatliche Energieversorgungsunternehmen KEK. Etwa 15 Kilometer südwestlich entfernt liegt der internationale Flughafen Pristina. Und nur einige Hundert Meter südwestlich befindet sich die neue kreuzungsfreie Verzweigung der Stadt, wo sich M-2 und M-9 kreuzen. In der Nähe verbindet die nationale Autostrada R 7 Pristina mit Albanien.

## Beschreibung
Das ENK City Center wird ein multi-funktionelles Gebäudekomplex mit verschiedener Nutzung sein. Drei Hochhäuser, eines davon 165 Meter hoch und 42-geschossig, werden einen zentralen „Innenhof“ umringen, der zur Straße hin offen sein wird. Mit einer Glasfassade und sehr viel Grün wird das Gebäude mit seiner „unordentlichen“ und modernen Architektur ins Auge springen. Das sechsstöckige unterirdische Parkhaus (im Projekt Parking and Storage genannt) mit einem speziellen Überwachungssystem wird mit 108.903 m² den größten Anteil der Gesamtfläche einnehmen. Danach folgt das Administrative Center 2 mit 79.945 m², das mittlere und zugleich höchste Hochhaus mit 165 Metern Höhe. Es wird hauptsächlich Büros beherbergen. Mit 40.953 m² Fläche wird das Einkaufszentrum (Shopping Center) die ersten vier Geschosse des gesamten Gebäudes einnehmen. Neben international bekannten Geschäften werden Restaurants, Cafés, Bars, Kinder- und Vergnügungszonen ansässig sein. Den Löwenanteil des Einkaufszentrum wird der große Supermarkt einnehmen. Nördlich des Bürohochhauses wird weiters ein 5-Sterne-Hotel stehen (Hotel), das eine Fläche von 26.618 m² umfassen wird. Und das dritte und letzte Hochhaus südlich des Bürogebäudes wird ausnahmslos aus Luxus-Apartments (Residential) bestehen und eine Fläche von 22.195 m² einnehmen. Untergebracht werden auch Spa, Schwimmbad und Fitness-Center sein. Gleich dem Wohn-Komplex angeschlossen im Südwesten wird ein weiterer Teil aus Büros (Administrative Center 1) stehen, der mit 5.930 m² weniger Fläche aufweist als der zentrale Wolkenkratzer. Ansässig werden hier vor allem Banken sein. Die restlichen 14.363 m² fallen auf die landschaftliche Gestaltung (Landscape).

## Bauarbeiten
Am 8. August 2008 wurde mit den Untergrundarbeiten begonnen, 2011 fingen dort dann die Betonierungsarbeiten an. Bauherr ist die kroatische Konstruktor mit Sitz in Split, die über 60 Jahre Erfahrung im Bauwesen hat und unter anderem die Franjo-Tuđman-Brücke in Dubrovnik errichtete.

## Kosten
Nur für eine Baubewilligung von der Stadtgemeinde Pristina musste ENK Invest Group 25 Millionen Euro bezahlen. Insgesamt belaufen sich die Gesamtkosten für das Bauprojekt voraussichtlich auf 400 Millionen Euro.

## Einzelbelege
1. 1 2  Kennzahlen und Präsentation des Projekts ENK City Center auf der Internetpräsenz von ENK Invest Group (PDF-Datei: 1,55 MB), zuletzt abgerufen am 10. Dezember 2011 (englisch)